# Auguste Beernaert
Auguste Marie François Beernaert (Oostende, 1829. július 26. – Luzern, 1912. október 6.) belga-flamand politikus, 1909-ben Paul-H.-B. d'Estournelles de Constant-nal együtt Nobel-békedíjat kapott. 1884–1894 között Belgium miniszterelnöke.

## Élete
A Leuveni Katolikus Egyetem jogi karát 1850-ben végezte el, az egyetemi tanulmányai után ösztöndíjasként bejárta Európa legjobb jogi egyetemeit (Berlin, Párizs, Heidelberg, Lipcse, Strasbourg). 1853-ban visszatért Ostendbe és jogászként dolgozott. 1873-ban a belga képviselőház tagjává választották 1873–1878 között közmunkaügyi miniszter volt Jules Malou miniszterelnök első kormányzása alatt. Neki köszönhető többek között a belga vasúthálózat kiépítése és az antwerpeni kikötő megnagyobbítása. 1878 és 1884 között az ellenzéki katolikus párt vezetője.
1884. október 26-án alakított kormányt II. Lipót belga király megbízásából, egyben a pénzügyminiszteri posztot is ő töltötte be. 1892. március 29. és október 31. között a külügyminiszteri tisztséget is viselte. 1885-ben aktív támogatásával jött létre a Kongói Szabadállam, amelyet a nagyhatalmak beleegyezésével II. Lipót személyes irányítása alá vont. Miniszterelnöksége során hozták meg a dolgozók jogait védő első törvényeket, illetve kiterjesztették a szavazati jogot.
1894-ben, lemondása után államminiszterré nevezték ki, majd 1895-ben megválasztották a képviselőház elnökévé. A kormányból való távozása után fellépett a rabszolgaság és a Kongói Szabadállam területén elkövetett kegyetlenségek ellen, ami miatt közvetlen összetűzésbe került a királlyal.
1903-tól 1905-ig a Nemzetközi Jogászszövetség elnökeként dolgozott. Belgium első képviselője volt az 1899-es és az 1907-es hágai békekonferenciákon. 1909-ben Nobel-békedíjjal tüntették ki a nemzetközi viták tárgyalásos rendezése, valamint a rabszolgaság eltörlése terén szerzett érdemeiért.

## A Beernaert-kormány tagjai
| Miniszteri tiszt                               | Név                                | Párt         |
| ---------------------------------------------- | ---------------------------------- | ------------ |
| Külügyminiszter                                | Joseph de Riquet de Caraman-Chimay | Katolikus    |
| Belügyminiszter                                | Joseph Thonissen                   | Katolikus    |
| Igazságügyminiszter                            | Joseph Devolder                    | Katolikus    |
| Pénzügyminiszter                               | Auguste Beernaert                  | Katolikus    |
| Mezőgazdasági, ipari és közmunkaügyi miniszter | Alphonse de Moreau                 | Katolikus    |
| Vasút, posta és távközlési miniszter           | Jules Vandenpeereboom              | Katolikus    |
| Hadügyminiszter                                | Charles Pontus                     | pártonkívüli |

## Változások
- 1887. október 24.
  - Joseph Devolder lemondott tisztségéről, helyét Jules Le Jeune vette át.
- 1887. október 27.
  - Joseph Thonissen lemondott tisztségéről, helyét Joseph Devolder vette át.
- 1888. augusztus 26.
  - Alphonse de Moreau lemondott tisztségéről, helyét Léon De Bruyn vette át.
- 1890. november 6.
  - Joseph Devolder lemondott tisztségéről, helyét Ernest Mélot vette át.
- 1891. március 2.
  - Ernest Mélot lemondott tisztségéről, helyét Jules de Burlet vette át.
- 1892. március 29.
  - Joseph de Riquet de Caraman-Chimay lemondott tisztségéről, helyét ideiglenesen Auguste Beernaert vette át.
- 1892. október 31.
  - Henri de Merode-Westerloo lett az új külügyminiszter
- 1893. május 4.
  - Charles Pontus lemondott tisztségéről, helyét Jacques Brassine (pártonkívüli) vette át.

## Egyéb érdekességek
Beernaert Brüsszel Boitsfort (Bosvoorde) kerületében lakott, itt van eltemetve felesége és nővére, Euphrosine Beernaert mellett. Komoly műgyűjtő volt és végrendeletében festményeit belga múzeumoknak adományozta. Oostend városában, a Marie-Joséplein téren áll emlékműve.